# 最高なしあわせ
「最高なしあわせ」（さいこうなしあわせ）は2016年12月7日に発売された35枚目の加藤ミリヤのシングル。

## 概要
前作、『FUTURE LOVER -未来恋人-』から約10ヶ月ぶりのリリース。
キャッチ・フレーズは「未来の愛も、現在の愛も、過去の愛も、私たちを強くすることに変わりはない。ミリヤが送る“愛”のメッセージソング」。
今作ではキャッチ・フレーズ通り、表題曲「最高なしあわせ」は未来の愛、カップリング曲「愛の国」は現在の愛、「幻」は過去の愛をコンセプトに挙げており、3曲含め1つのストーリーとして仕上がっている。
このうち、表題曲である「最高なしあわせ」はNHK総合ドラマ『コピーフェイス〜消された私〜』の主題歌として起用された。

初回生産限定盤と通常盤の2形態で発売。初回生産限定盤には、表題曲のミュージックビデオが収録されたDVDが付属されている。なお、「愛の国」「幻」のミュージックビデオも製作されているが、どちらもショートサイズ（元からこのサイズ）となっている（「最高なしあわせ」はフルサイズで収録）ほか、右端に縦型歌詞字幕が3曲共に起用されている（ON/OFF切替は不可能）。

## 収録曲
| 全作詞・作曲: Miliyah。 |                                          |           |            |      |      |
| #                       | タイトル                                 | 作詞      | 作曲・編曲 | 編曲 | 時間 |
| 1.                      | 「最高なしあわせ」                       | Miliyah   | Miliyah    |      | 4:56 |
| 2.                      | 「愛の国」                               | Miliyah   | Miliyah    |      | 5:05 |
| 3.                      | 「幻」                                   | Miliyah   | Miliyah    |      | 4:55 |
| 4.                      | 「最高なしあわせ -Drama exclusive mix-」 | Miliyah   | Miliyah    |      | 4:26 |
| 合計時間:               | 合計時間:                                | 合計時間: | 19:22      |      |      |

| #  | タイトル                         | 作詞 | 作曲・編曲 | 監督 |
| -- | -------------------------------- | ---- | ---------- | ---- |
| 1. | 「最高なしあわせ -Music Video-」 |      |            |      |

## タイアップ
| 曲名           | タイアップ                                          |
| -------------- | --------------------------------------------------- |
| 最高なしあわせ | NHK総合ドラマ『コピーフェイス〜消された私〜』主題歌 |

## 収録アルバム
- Utopia (#1#2#3)
- M BEST II (#1)
- M BEST -FAN'S SELECTION- (#1)